# Federación Revolucionaria Armenia
La Federación Revolucionaria Armenia (FRA o ՀՅԴ) (en armenio: Հայ Յեղափոխական Դաշնակցութիւն, romanizado: Hay Heghapokhakán Dashnaktsutiún) es un partido político armenio fundado en Tiflis en 1890, durante el surgimiento del Movimiento de Liberación Nacional de Armenia, por Kristapor Mikaelián, Stepán Zorián y Simón Zavarián. El partido opera en Armenia y en países donde la diáspora armenia está presente, notablemente en Líbano, también operaba en la República de Atsaj hasta su disolución el 1 de enero de 2024. Es miembro de la Internacional Socialista desde 1996.
A sus partidarios y organizaciones afines se los conoce popularmente como "Dashnak".

## Historia temprana

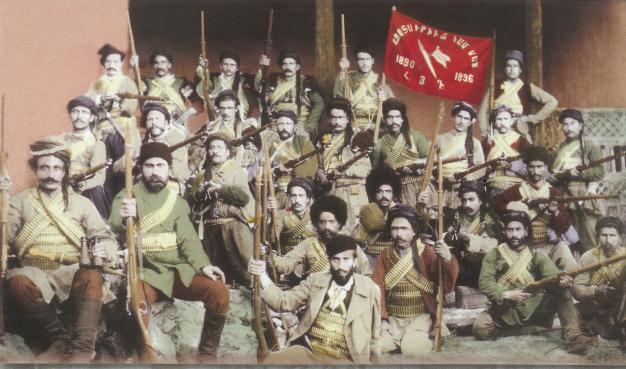
Imagen coloreada de fedayines o combatientes de la Federación Revolucionaria Armenia, finales de la década de 1890.

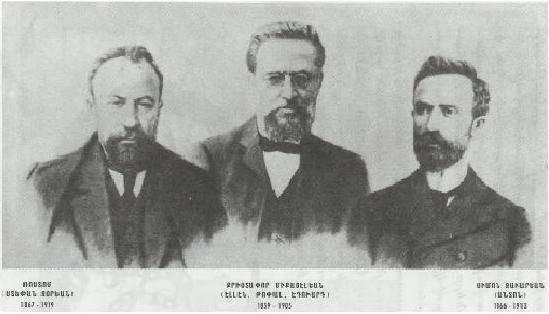
Fundadores de la Federación Revolucionaria Armenia Stepán Zorián, Christapor Mikaelián y Simón Zavarián.

A finales del siglo XIX, Europa del Este y el Imperio ruso se convirtieron en nido de pequeños grupos partidarios de las reformas en las zonas de población armenia en el Imperio otomano. En 1890, reconociendo la necesidad de unificar estos grupos para aumentar su eficacia, Christapor Mikaelián, Simón Zavarián y Stepán Zorián crearon un nuevo partido político denominado Federación de Revolucionarios Armenios (Հայ Յեղափոխականների Դաշնակցութիւն, Hay Heghapokhakanneri Dashnaktsutyún), que acabaría denominándose finalmente como Federación Revolucionaria Armenia o "Dashnaktsutiún" en 1890.
El Partido Socialdemócrata Hunchak en un punto estaba de acuerdo con unirse a la FRA, viendo que su ideología política era el socialismo. Sin embargo, los hunchakianos afirmaban que el nuevo partido no era lo bastante marxista y no culminó la unión. La meta original de la FRA era la de obtener la autonomía de las áreas de población armenia en el Imperio otomano a principios de la década de 1890 y organizó su primer gran acto político en Tiflis, por entonces parte del Imperio ruso, en 1892. En ese encuentro, el partido adoptó un modus operandi descentralizado de acuerdo al cual las secciones locales en diferentes países donde la diáspora armenia tenía presencia serían capaces de planificar e implementar políticas en sintonía con su atmósfera política local. El partido sentó como su meta una sociedad basada en los principios democráticos de libertad de asamblea, libertad de expresión, libertad religiosa y reforma agraria.

### Imperio ruso
La FRA adquirió gradualmente una fuerza significativa y gran simpatía entre los armenios del Imperio ruso. Principalmente se debía a la postura de la Federación hacia el Imperio otomano, lo que hacía gozar al partido de un fuerte apoyo en la administración central rusa, pues la política exterior zarista y de la FRA coincidieron hasta 1903. El 12 de junio de ese año, las autoridades zaristas publicaron un edicto para poner todas las propiedades de la Iglesia apostólica armenia bajo control imperial. Esto fue contestado con una fuerte oposición de la FRA, pues estos percibían el edicto zarista como una amenaza a la existencia nacional de Armenia. Como resultado, la dirección de la FRA decidió defender las iglesias armenias desplegando milicianos que actuaron de guardias y convocando manifestaciones masivas.
Entre 1905 y 1906, se desató una serie de matanzas entre tártaros y armenios en las que la FRA se vio implicada en actividades armadas. Algunas fuentes afirman que el Gobierno zarista ruso incitó las masacres con la intención de reforzar su autoridad tras la intentona revolucionaria de 1905. La FRA denunció a las autoridades rusas como responsables por la inacción y la instigación de las masacres, calificándolas como parte de una política anti-armenia de mayores dimensiones. El 11 de mayo de 1905, el revolucionario Drastamat Kanayán asesinó al gobernador general zarista Nakashidze, quien estaba considerado por la población armenia como el principal instigador del odio y la confrontación entre los armenios y los tártaros. La poco confiable protección del gobierno se atribuye a la burguesía armenia, que pasó a buscar protección en la FRA. Los dirigentes del partido argumentaban que, dada la discriminación laboral contra los trabajadores armenios en ambientes no armenios, la defensa provista a la burguesía armenia era esencial para salvaguardar las oportunidades laborales de los trabajadores armenios. El enviado del zar en el Cáucaso, Vorontsov-Dáshkov, informó que la FRA era responsable en la mayor medida por perpetrar las masacres. La FRA, sin embargo, argumentó que ayudó a organizar la defensa a manos de sus milicianos, lo que probó ser un catalizador para la consolidación de la comunidad musulmana del Cáucaso. Durante ese período, la FRA practicó la actividad armada, incluido el terrorismo, como algo necesario para alcanzar sus objetivos políticos.
En enero de 1912, fueron juzgados 159 miembros de la FRA entre los que se encontraban abogados, banqueros, comerciantes y otros intelectuales. Estos fueron procesados por el Senado Imperial por su participación en la FRA. Fueron defendidos por el entonces letrado Aleksandr Kérenski, quien cuestionó gran parte de las pruebas usadas contra ellos como que "los investigadores originales fueron alentados por la administración local para usar cualquier método disponible" para condenar a esos hombres. Kérenski tuvo éxito en su táctica y logró que se reexaminaran las pruebas para uno de los defendidos. Él y otros abogados "hicieron declaraciones de forma abierta y haciéndose eco" de esta discrepancia ante la prensa rusa del momento, que tenía prohibido asistir a los juicios, lo que provocó una gran vergüenza en los senadores. El Senado finalmente abrió un sumario contra el juez superior que presentó los cargos contra los miembros de la FRA y concluyó diciendo que "estaba loco". Finalmente, 94 de los acusados fueron absueltos, mientras que el resto fueron encarcelados o deportados por varios períodos, siendo el más severo de seis años.

### Imperio persa
La FRA celebró una reunión el 26 de abril de 1907, en su IV Congreso General, en el cual líderes del partido como Aram Manukián, Hamo Ohanjanyán y Stepán Stepanián expresaron su participación en la Revolución Constitucional Iraní. Establecieron que el movimiento era de los que tenían componentes económicos, ideológicos y políticos, y que tenían como objetivo el establecimiento de la ley y el orden, derechos humanos y los intereses de todo el pueblo trabajador. También sentían que significaría un beneficio en interés de los armenios en Irán. El voto final fue de 25 votos a favor y una abstención.
Entre 1907 y 1908, durante la época en que los Jóvenes Turcos llegaron al poder en el Imperio otomano, los armenios del Cáucaso, Armenia Occidental e Irán comenzaron a colaborar con los revolucionarios y constitucionalistas iraníes. Algunos partidos políticos, como la FRA, quisieron influir en la dirección de la revolución hacia una mayor democracia y para salvaguardar lo ya conseguido. La contribución de la FRA a la lucha fue principalmente de tipo militar, enviando a algunos de sus célebres "fedayines" a Irán para realizar una guerra de guerrillas en el Imperio otomano. Un miembro destacado de la FRA en Irán fue Yeprem Khan, quien había establecido una sección del partido en el país persa. Yeprem Khan fue altamente decisivo en la Revolución Constitucional iraní. Después de que el Parlamento Nacional iraní fuese bombardeado por el coronel ruso Vladímir Liájov, Yeprem Khan se manifestó junto a Sattar Khan y otros líderes revolucionarios en la Revolución Constitucional de Irán contra Mohammad Ali Shah Qajar. Las relaciones entre Sattar Khan y la FRA oscilaron entre la amistad y el resentimiento. Algunas veces se le vio como un ignorante, mientras que otras veces fue denominado como un gran héroe. Con todo, la FRA acabaría colaborando con él y junto a Yeprem Khan obtendrían muchas victorias, como la toma de Rasht en febrero de 1909. A finales de junio de 1909, los combatientes llegaron a Teherán y tras algunas batallas, tomaron el edificio del Majles y la Mezquita de Sepahsalar. Yeprem Khan fue nombrado jefe de la Policía de Teherán. Esto causó tensiones entre la FRA y Khan.

### Imperio otomano

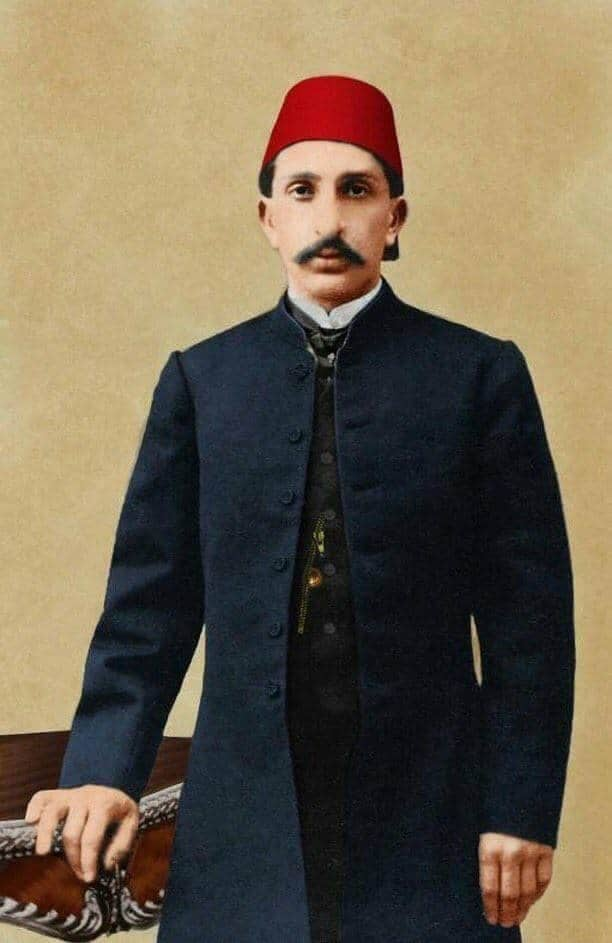
Fue durante el reinado del sultán otomano Abdul Hamid II que comenzó la insurgencia armenia, encabezada por la FRA.

La FRA se convirtió en una fuerza política principal en la vida armenia. Estaba especialmente activa en el Imperio otomano, donde organizó y participó en muchas actividades revolucionarias. En 1894, la FRA tomó parte en la Resistencia de Sasun, suministrando armas a la población local para ayudar al pueblo de Sasun a defenderse contra las purgas hamidianas. En junio de 1896, el partido Armenakán organizó la rebelión de Van en la provincia homónima. Los Armenakan, asistidos por miembros de la FRA y del Hunchak, suministraron a todos los hombres en edad de servicio con armas. Se levantaron para defender a los civiles del ataque y la consiguiente masacre.
Para prevenir que se repitieran masacres como las de 1895 y 1896, los miembros de la FRA comandados por Papken Siuni, ocuparon el Banco Otomano el 26 de agosto de 1896. El propósito del atraco era el de exponer las demandas de reforma de la Federación Revolucionaria Armenia en las áreas de población armenia del Imperio otomano y atraer la atención de Europa hacia su causa, ya que había muchos intereses europeos en dicho banco. La operación atrajo la atención de los europeos, pero con el coste de más masacres orquestadas por el sultán otomano Abdul Hamid II.
Durante este período, muchos intelectuales famosos se unieron a la FRA, incluyendo a Harutiún Shahrigián, Avetik Isahakyán, Hakob Zavríev, Levón Shant, Karekín Khajag, Vartkés Serenülián, Abraham Gyulkhandanyán, Vahan Papazián, Siamanto, Nikol Aghbalián y muchos otros.
La Expedición de Janasor fue llevada a cabo por milicias armenias contra la tribu kurda de Mazrik el 25 de julio de 1897. Durante la Defensa de Van, la tribu de Mazrik emboscó a un pelotón de defensores armenios y los masacró. La Expedición de Khanasor fue la represalia de la FRA. Algunos armenios consideran esta como su primera victoria sobre el Imperio otomano y la conmemoran cada año.
El 30 de marzo de 1904, la FRA jugó un rol destacado en el Alzamiento de Sasun. La FRA envió armas y fedayines para defender la región por segunda vez. Entre los 500 fedayines participando en la resistencia se encontraban figuras destacadas como Kevork Chavush, Sepasdatsi Murad y Hrayr Djoghk. Se las arreglaron para contener al Ejército otomano durante varios meses, pese a su falta de combatientes y potencia de fuego.
En 1905, miembros de la FRA organizaron la fallida Intentona de Yildiz, un complot para asesinar a Abdul Hamid II en Estambul; la explosión falló su objetivo por pocos minutos. El fundador de la FRA Kristapor Mikaelián murió en una explosión accidental durante la planificación del operativo.
Dos de los principales grupos revolucionarios trataron de derrocar al sultán, siendo estos la FRA y el Comité de Unión y Progreso (CUP), un grupo de turcos con una formación eminentemente europea. En una sesión de la Asamblea General en 1907, la FRA reconoció que los revolucionarios turcos y armenios tenían los mismos objetivos. Pese a que las reformas del Tanzimat habían dado a los armenios más derechos y escaños en el Parlamento, la FRA tenía la esperanza de obtener autonomía para gobernar las zonas de población armenia del Imperio otomano como un "Estado dentro de un Estado". El "II Congreso de la Oposición Otomana" fue celebrado en París en 1907. Líderes opositores como Ahmed Reza (liberal), Sabahheddin Bey y el miembro de la FRA Jachatur Maloumián, asistieron a este encuentro. Durante la reunión, se declaró oficialmente una alianza entre los dos partidos. La FRA decidió cooperar con el CUP, esperando que si los Jóvenes Turcos llegaban al poder, sería concedida la autonomía a Armenia.
En 1908, el sultán Abdul Hamid II fue derrocado durante la Revolución de los Jóvenes Turcos, que declararon la "Segunda Era Constitucional del Imperio Otomano". Los armenios ganaron más escaños en el Parlamento de 1908, pero las reformas se quedaron cortas para la gran autonomía que la FRA esperaba. La masacre de Adana en 1909 también creó antipatías entre turcos y armenios, y la FRA cortó las relaciones con los Jóvenes Turcos en 1912. Entre diciembre de 1912 y 1914, lo políticos de la FRA mantuvieron negociaciones con el CUP sobre reformas políticas en las provincias orientales. Los armenios tenían el apoyo del Imperio ruso y el CUP acusó a los armenios de que sus acciones causaban mayores diferencias entre los turcos y los armenios.
En 1915, ya con la Primera Guerra Mundial en desarrollo, los líderes de la FRA fueron deportados y asesinados junto a otros intelectuales armenios durante la purga de oficiales otomanos contra los líderes de las comunidades armenias de todo el Imperio. La FRA, manteniendo su compromiso ideológico con una "Armenia unida, libre e independiente", dirigieron la defensa del pueblo armenio durante el Genocidio armenio, convirtiéndose en líderes de la exitosa resistencia de Van. Jevdet Bey, administrador otomano de Van, trató de sofocar la resistencia matando a dos líderes armenios (Ishkhán y Vramián) y tratando de encarcelar a Aram Manukián, quien había adquirido fama y se ganó el sobrenombre de "Aram de Van". Jevdet Bey ordenó el 19 de abril un decreto para exterminar a todos los armenios, y amenazó con matar a todos los musulmanes que les ayudaran.
Alrededor de 185 000 armenios vivían en Vaspurakan. En la propia ciudad de Van vivían alrededor de 30 000 armenios, pero otros armenios de las aldeas circundantes se unieron a ellos durante la ofensiva otomana. La batalla comenzó el 20 de abril de 1915, con Aram Manukian como líder de la resistencia, y duró dos meses. En mayo, batallones armenios y soldados regulares rusos entraron en la ciudad y expulsaron con éxito a las tropas otomanas de Van. La FRA también estuvo implicada otros movimientos de resistencia menos exitosos en Zeitun, Shabin-Karahisar, Urfa y Musa Dagh. Tras el final de la resistencia en Van, el líder de la FRA Aram Manukian se convirtió en gobernador de la Administración para Armenia Occidental y trabajó para minimizar los sufrimientos de los armenios.
Al final de la guerra, miembros de los Jóvenes Turcos considerados como ejecutores del Genocidio armenio por la FRA, fueron asesinados durante la llamada Operación Némesis.

### República de Armenia (1918-1920)
Como resultado del colapso del Imperio ruso en 1917, los líderes armenios, georgianos y azerbaiyanos del Cáucaso se unieron para crear la República Democrática Federal de Transcaucasia en el invierno de 1918. El Tratado de Brest-Litovsk tuvo drásticas consecuencias para los armenios: las fuerzas turcas reocuparon Armenia Occidental. La federación duró solo tres meses, llevando a la proclamación de la República Democrática de Georgia, República Democrática de Armenia y República Democrática de Azerbaiyán. Los negociadores de Armenia pertenecían a la FRA. Con el colapso de la Federación transcaucásica, los armenios se las vieron solos para enfrentarse al Ejército turco que marchaba hacia Ereván, la capital del país. En los primeros momentos, temiendo una derrota militar considerable y una masacre de la población, la FRA quiso evacuar la ciudad de Ereván. En lugar de ello, el Consejo Militar encabezado por el coronel Pirumián decidió que no se rendirían y confrontarían al Ejército turco. Los ejércitos enfrentados se encontraron el 28 de mayo de 1918, cerca de Sardarapat. La batalla fue un éxito militar destacado para el Ejército armenio, que fue capaz de frenar a las fuerzas turcas invasoras. Los armenios también mantuvieron el terreno en la batalla de Kara Killisse y en la batalla de Bash Abaran. La creación de la Primera República de Armenia fue proclamada el mismo día de la batalla de Sardarapat, y la FRA se convirtió en el partido gobernante. Sin embargo, el nuevo Estado estaba devastado, con una economía deslocalizada, cientos de miles de refugiados y una población principalmente hambrienta.
La FRA, liderada por el general Andranik Ozanián, trató numerosas veces de tomar Shusha (conocida como Shushi por los armenios), una ciudad de Nagorno Karabaj. Justo antes de la firma del Armisticio de Mudros, Andranik partió desde Zangezur hacia Shusha, para controlar la principal ciudad del Karabaj. Las fuerzas de Andranik llegaron hasta encontrarse a 42 kilómetros de la ciudad cuando terminó la Primera Guerra Mundial, y Turquía, junto a Alemania y el Imperio austrohúngaro, se rindieron ante los Aliados. Las fuerzas británicas ordenaron a Andranik que detuviera todos los avances militares, asegurándole que el conflicto se resolvería en la Conferencia de Paz de París en 1919. Andranik, que no deseaba antagonizar con los británicos, se retiró a Zangezur.
La FRA tuvo una importante presencia en el gobierno de la nueva República de Armenia. La mayoría de los puestos importantes del gobierno, como el de primer ministro, el Ministerio de Defensa y el Ministerio del Interior estaban controlados por sus miembros.
La República quiso recuperar la economía del país, crear nuevas reglas y regulaciones, pero la situación requería concentrarse en combatir el hambre generalizada que existía en el país. La situación era complicada externamente, provocada por las revueltas de musulmanes turcos y azerbaiyanos. En 1920, la situación en el país empeoró, con el aparente acercamiento entre la Rusia soviética y la nueva Turquía de Kemal Atatürk. Cuando estalló la guerra turco-armenia en el otoño de 1920, Armenia se encontraba aislada y abandonada por los Aliados occidentales. La recientemente formada Sociedad de Naciones no proveyó de ninguna ayuda. La Rusia soviética intensificó sus presiones sobre Armenia. Perdiendo ya la guerra, Armenia firmó el Tratado de Alexándropol el 2 de diciembre de 1920, que resultó en el reconocimiento de grandes pérdidas territoriales a favor de Turquía. Pese a su retiro forzado del poder, la FRA cedió el poder a las tropas del Ejército Rojo que invadían desde el norte, lo que culminó en un alzamiento soviético. La FRA fue ilegalizada, sus líderes exiliados y muchos de sus miembros se dispersaron por otras partes del mundo.

## Exilio

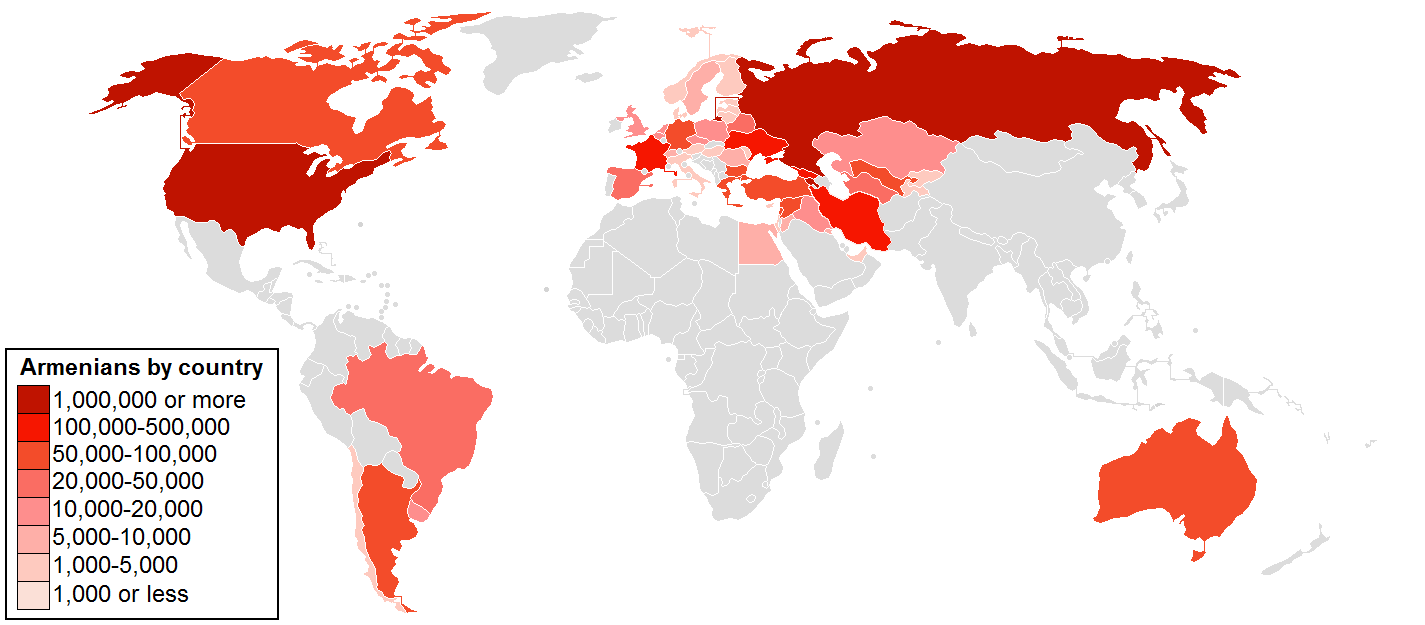
Mapa que muestra con tonos más fuertes de rojo la mayor concentración de poblaciones de la diáspora armenia. Los EE. UU., Rusia, Francia, Líbano y Argentina son las zonas donde mayor concentración existe de poblaciones armenias.

Después de que los comunistas disolvieran la efímera República de Armenia y los líderes de la FRA partieran al exilio, sus miembros trasladaron su base de operaciones a los lugares donde se encontraba la diáspora armenia. Con el gran influjo de refugiados armenios en Oriente Próximo, la FRA estableció una fuerte estructura política en Líbano y, en menor medida, en Siria. Entre 1921 y 1990, la FRA estableció estructuras políticas en más de 200 estados incluyendo EE. UU., país a donde se dirigió otro gran influjo de refugiados armenios.
Con la división geográfica y política vino la división religiosa. Una parte de la Iglesia armenia afirma que quería separarse de su cabeza, cuya sede estaba en Echmiadzin, en la Armenia soviética. Algunos armenio-estadounidenses creían que Moscú trataba de usar a la Iglesia armenia para promover ideas comunistas fuera del país. La Iglesia armenia quedó entonces dividida en dos ramas, la de Echmiadzin y la de Cilicia, y comenzaron a operar de forma separada. En los EE. UU., las iglesias de la rama de Echmiadzin de la Iglesia apostólica armenia no admitían a miembros de la FRA. Esta fue una de las razones por las que la FRA desalentaba a la gente de asistir a estas iglesias y traían representantes de otra rama diferente de la iglesia, el Catolicado Armenio de Cilicia, desde Líbano a EE. UU. En 1933, miembros de la FRA fueron procesados y condenados por el asesinato del arzobispo armenio Levon Tourian en Nueva York. Antes de su asesinato, el arzobispo había sido acusado de ser exclusivamente prosoviético por la FRA. La FRA fue legalmente exonerada de cualquier complicidad directa en el asesinato.
Durante la Segunda Guerra Mundial, algunos miembros de la FRA establecidos en Berlín vieron una oportunidad para acabar con el control soviético de Armenia mediante la colaboración con los nazis. La Legión Armenia, compuesta principalmente por prisioneros de guerra, estuvo liderada por Drastamat Kanayan. Participaron en la ocupación de Crimea, pero más tarde fueron trasladados a los Países Bajos y Francia como resultado de la falta de fe del propio Adolf Hitler en su lealtad.
Durante la década de 1950 las tensiones entre la FRA y la RSS de Armenia aumentaron. La muerte del Catholicós Garegin de la Santa Sede de Cilicia propiciaron una lucha por la sucesión. La Asamblea Nacional Eclesiástica, fuertemente influenciada por la FRA, eligió a Zareh de Alepo. Esta decisión fue rechazada por el Catholicós de Todos los Armenios, con sede en Echmiadzin, por la coalición anti-FRA y por las autoridades armenias soviéticas. Zareh extendió su autoridad administrativa sobre gran parte de la diáspora armenia, aumentando el abismo que ya había sido creado con su elección. Este evento dividió a la numerosa comunidad armenia en Líbano, creando choques esporádicos entre simpatizantes de Zareh y aquellos que se oponían a su elección.
El conflicto religioso fue parte de un conflicto mayor que surgió entre los dos "campos" de la diáspora armenia. La FRA todavía estaba resentida por el hecho de que fueron expulsados de Armenia después de que el Ejército Rojo tomara el control, y los líderes de la FRA apoyaban la creación de una "Armenia unida, independiente y libre", libre de hegemonía turca y/o soviética. Los Hunchak y el Partido Ramgavar, principales rivales de la FRA, apoyaron al recientemente establecido poder soviético en Armenia.

### Líbano
Entre 1923 y 1958, surgieron varios conflictos entre los partidos políticos armenios que luchaba por dominar y organizar a la diáspora. La FRA y los partidos hunchakistas lucharon en 1926 por el control sobre el recientemente establecido poblado chabolista de Burj Hammoud en Líbano; el miembro de la FRA Vahán Vartabedián fue asesinado. El asesinato de los hunchakistas Mihrán Aghazarián y S. Dekhrouhi tuvo lugar en 1929 y 1931 respectivamente. En 1956, cuando el obispo Zareh fue nombrado Catholicós de Cilicia, el Catholicós de Echmiadzin rehusó reconocer su autoridad. Esta controversia polarizó a la comunidad armenia en Líbano. Como resultado, el contexto de los choques civiles en 1958, estalló un conflicto armado entre los simpatizantes (la FRA) y los oponentes (hunchakistas, ramgavars) de Zareh.
Antes de la guerra civil libanesa (1975-1990), el partido fue un próximo aliado de los falangistas de Pierre Gemayel y generalmente concurría en las listas falangistas, especialmente en las circunscripciones de Beirut con grandes poblaciones armenias. El rechazo de la FRA, junto a la mayoría de grupos armenios, de desempeñar un papel activo en la guerra civil, sin embargo, amargó las relaciones entre los dos partidos, y las Fuerzas Libanesas (milicia dominada por los falangistas y comandada por Bachir Gemayel, hijo de Pierre Gemayel) respondieron atacando los barrios armenios de muchos pueblos libaneses, incluyendo Burj Hammoud. Muchos armenios afiliados a la FRA tomaron las armas voluntariamente para defender sus barrios. En el cénit de la guerra civil libanesa, la obscura organización guerrillera Comandos Justicieros contra el Genocidio Armenio emergió y llevó a cabo asesinatos entre 1975 y 1983. La organización guerrillera tuvo en ocasiones lazos con la FRA.
Los armenios contaban con 6 escaños en la Asamblea Nacional libanesa, compuesta de 128 parlamentarios. La rama libanesa de la FRA ha controlado normalmente la mayoría del voto armenio y ha ganado la mayoría de los escaños armenios en la Asamblea Nacional. No obstante, ocurrió un cambio significativo en las elecciones parlamentarias del año 2000. Con una brecha entre la FRA y el Partido del Futuro (Mustaqbal) de Rafik Hariri, la FRA conservó solamente un escaño, su peor resultado en muchas décadas. La FRA llamó a boicotear las elecciones municipales de 2005 en Beirut. Las relaciones se amargaron todavía más cuando en las elecciones del 5 de agosto de 2007 en el distrito de Metn —que incluye al área de mayoría armenia de Burj Hammoud— la FRA decidió apoyar a Camille Khoury, el candidato apoyado por el entonces líder opositor Michel Aoun del Movimiento Patriótico Libre contra el líder falangista Amin Gemayel y ganó el escaño. En las elecciones generales de 2009 la FRA ganó 2 escaños en la Asamblea Nacional, que mantiene actualmente. En junio de 2011 se formó un nuevo Gobierno libanés en el que miembros de la FRA adquirieron dos ministerios, incluyendo el Ministerio de Industria, como parte de la Alianza del 8 de marzo.
La rama libanesa de la FRA tiene su sede en el Centro Shaghozian del barrio de Burj Hammoud, además del periódico Aztag Daily editado por el Comité Central de la FRA, así como la emisora de radio 24 horas denominada "Voice of Van".

### Siria
Durante el Mandato Francés y el régimen parlamentario en Siria, había escaños reservados a las diversas comunidades religiosas, como en Líbano, que incluían a los armenios. Este sistema sigue vigente, aunque de forma no oficial. Incluso sin participar como armenios en las elecciones, los partidos armenios como la FRA ejercen influencia en los procesos políticos.

## Armenia independiente

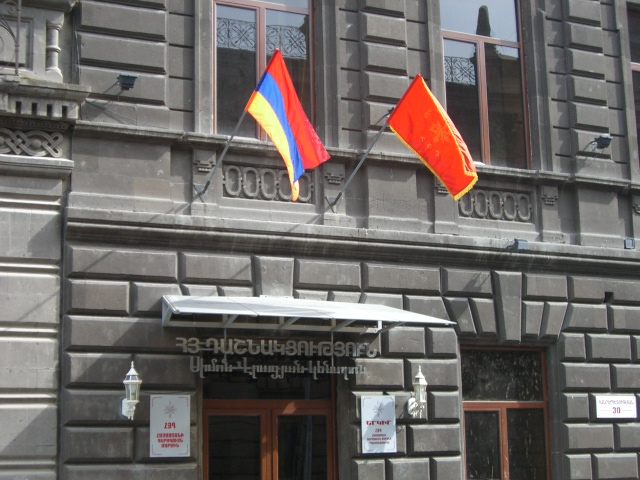
Oficinas centrales de la Federación Revolucionaria Armenia en Ereván, la capital del país.

La FRA siempre ha mantenido su compromiso ideológico con una "Armenia unida, independiente y libre". El término "Armenia unida" se refiere a las fronteras de Armenia reconocidas por el presidente estadounidense Woodrow Wilson y reconocidas en el Tratado de Sèvres. Después de que Armenia cayera bajo control soviético en 1920, la FRA en la diáspora armenia se opuso al control soviético de su país y se manifestó en apoyo de la independencia de Armenia. Contribuyó a organizar un marco social y cultural con el objetivo de preservar la identidad armenia. Sin embargo, debido al fuerte control comunista, la FRA no pudo operar en la RSS de Armenia y el partido político permaneció ilegalizado hasta 1991.
Con la independencia de Armenia en 1991, la FRA se convirtió pronto en uno de los mayores y más activos partidos político, rivalizando principalmente con el Movimiento Nacional Pan-Armenio. Subsecuentemente, el 28 de diciembre de 1994, el presidente Levon Ter-Petrosyan en un famoso discurso televisivo ilegalizó la FRA, que era el principal partido opositor del país, junto al cierre de "Yerkir", el principal periódico del país. Ter-Petrosyan presentó pruebas que supuestamente detallaban un complot orquestado por la FRA para practicar el terrorismo contra su administración, poniendo en peligro la seguridad nacional de Armenia y con el objetivo de derrocar al gobierno. A lo largo de esa noche, las fuerzas de seguridad gubernamentales arrestaron a figuras dirigentes de la FRA, y la Policía confiscó ordenadores, máquinas de fax, archivos y equipos de imprenta de las oficinas de la FRA. Además de "Yerkir", las fuerzas gubernamentales también cerraron diversas publicaciones literarias, de mujeres, culturales y juveniles. Un total de 31 personas, más tarde conocidas como "Grupo Dro" (denominadas a partir del Comité Dro, el grupo que supuestamente estaba tras el complot), fueron detenidas.
Gerard Libaridyán, historiador y asesor próximo a Ter-Petrosyán, recopiló y presentó las pruebas ante los defendidos. Más tarde afirmó en una entrevista que no estaba seguro de que las pruebas fueran verdaderas, dejando entrever la noción de que el partido fue ilegalizado por sus crecientes posibilidades de ganar escaños en las elecciones parlamentarias de julio de 1995. Algunos meses después de las elecciones, la mayoría del Grupo Dro fueron absueltos con la excepción de algunos acusados condenados por participar en prácticas de negocios corruptos. Se anuló la ilegalización de la FRA, sin embargo, menos de una semana después de la caída del poder de Ter-Petrosyán en febrero de 1998 este fue reemplazado por Robert Kocharián, quien estaba apoyado por la FRA.
Sin embargo, los miembros de la FRA Arsén Artstuni y Armenak Mnjoyán fueron detenidos, y Mjnoyán murió mientras cumplía condena en prisión en 2019.
En 2007, la FRA no formaba parte del ejecutivo pero sí tenía un acuerdo de cooperación con la coalición de gobierno, que consistía de dos partidos: el Partido Republicano Armenio y el Partido Armenia Próspera. El Partido "País de Ley" también fue miembro de la coalición gubernamental hasta que fue expulsado en mayo de 2006. Con 16 de los 131 escaños en la Asamblea Nacional de Armenia, la FRA es el mayor partido socialista en Armenia y la tercera fuerza parlamentaria.
En adición a sus escaños parlamentarios, los siguientes ministerios también han estado encabezados por miembros de la FRA: Ministerio de Agricultura; Ministerio de Educación y Ciencia; Ministerio de Trabajo y Asuntos Sociales; Ministerio de Sanidad. El 13 de julio de 2007, fue inaugurado el Museo de Historia de la FRA en Ereván, que preserva la historia del partido y sus miembros notables.
En 2007, la FRA anunció que nominaría a su propio candidato a Presidente de Armenia para las elecciones presidenciales de febrero de 2008. Entre el 24 y el 25 de noviembre de 2007, la FRA llevó a cabo un proceso sin precedentes de elecciones primarias. Invitaron al público a votar y aconsejar para elegir entre dos candidatos, Vahán Hovhannisyán y Armén Rustamyán, para ver quién sería nominado formalmente para candidato presidencial. En este proceso de primarias participaron alrededor de 300 000 personas, que votaron en tiendas de campaña y urnas electorales que recorrieron todo el país. Hovhannisyan recibió la mayoría de los votos y fue nominado para las elecciones presidenciales por el Consejo Supremo de la FRA. En las elecciones, Hovhannisyan quedó 4.º con el 6,2 % de los votos. En 2008, la FRA se reincorporó a la coalición gobernante en Armenia y apoyó fuertes acciones policiales durante las protestas por el resultado de las elecciones, que desembocaron en 10 muertes.
Debido a la firma de los llamados Protocolos de Zúrich, la FRA abandonó la coalición y regresó a la oposición de nuevo en 2009, pero las relaciones con otras facciones opositoras han permanecido frías. En las elecciones parlamentarias de 2012 la FRA obtuvo 5 escaños, perdiendo 11 asientos desde 2007.
La FRA volvió a entrar en el gabinete de Serzh Sargsián en febrero de 2016, obteniendo tres ministerios: el Ministerio de Economía, el de Gobierno Local y el de Educación; también, como resultado de lo que se definió como acuerdo de "cooperación política a largo plazo" con el Partido Republicano, la FRA también obtuvo las gobernaciones regionales de Aragatsotn y Shirak.
Tras los choques de 2016 en Nagorno Karabaj, la FRA ayudó al Ministerio de Defensa de Armenia a formar un batallón de reservistas voluntarios, compuesto principalmente de miembros del partido. Esta unidad, formada por expertos comandantes y soldados, algunos de ellos veteranos de la guerra contra Azerbaiyán, es una de las unidades más recientes del Ejército armenio. Toma su herencia del Batallón Independiente "Shushi" de la guerra anterior, y es llamado simplemente como "Batallón de la FRA".
El partido tuvo buenos resultados en las elecciones de 2017, obteniendo 7 escaños en la Asamblea Nacional con el 6,58 % de los votos, principalmente debido a la celebrada gestión de los ministerios y las provincias bajo su control.
Siguiendo al inicio de la Revolución de Terciopelo, la FRA rompió su coalición con el Partido Republicano y se movió a la oposición; más tarde, el partido apoyó al nuevo gabinete de Nikol Pashinián. Las elecciones de 2018 vieron el colapso del partido, obteniendo solamente el 3,89 % de los votos y quedándose sin escaños; fue la primera vez desde la independencia de Armenia que la FRA no tiene representación en la Asamblea Nacional.
Desde su pérdida en las elecciones, la FRA se ha convertido en el principal partido de la oposición extraparlamentaria al gobierno de Pashinyan, criticándole principalmente por sus políticas sociales y económicas derechistas, como la introducción de un impuesto del 20 % por el gobierno, la eliminación del soporte de impuestos, la voluntad de cambiar el Himno Nacional de Armenia, etc.
La FRA también ganó popularidad intensificando sus programas de ayuda social a los necesitados en Armenia, especialmente en las zonas rurales. El partido ha provisto de ayuda a la población durante la pandemia de COVID-19 en 2020, principalmente gracias a varias donaciones hechas por miembros de la diáspora armenia.